# Система управления
Систе́ма управле́ния — систематизированный (строго определённый) набор средств для управления подконтрольным объектом (объектом управления): возможность сбора показаний о его состоянии, а также средств воздействия на его поведение, предназначенный для достижения заданных целей. Объектом системы управления могут быть как технические объекты, так и люди. Объект системы управления может состоять из других объектов, которые могут иметь постоянную структуру взаимосвязей.
Техни́ческая структу́ра управле́ния — устройство или набор устройств для манипулирования поведением других устройств или систем.
Объектом управления может быть любая динамическая система или её модель. Состояние объекта характеризуется некоторыми количественными величинами, изменяющимися во времени, то есть переменными состояния. В естественных процессах в роли таких переменных может выступать температура, плотность определённого вещества в организме, курс ценных бумаг и т. д. Для технических объектов это механические перемещения (угловые или линейные) и их скорость, электрические переменные, температуры и т. д. Анализ и синтез систем управления проводится методами специального раздела математики — теории управления.
Структуры управления разделяют на два больших класса:
- Автоматизированная система управления (АСУ) — с участием человека в контуре управления;
- Система автоматического управления (САУ) — без участия человека в контуре управления.

## Типы систем автоматического управления
Система автоматического управления, как правило, состоит из двух основных элементов — объекта управления и управляющего устройства.

### По цели управления
Объект управления — изменение состояния объекта в соответствии с заданным законом управления. Такое изменение происходит в результате внешних факторов, например, вследствие управляющих или возмущающих воздействий.

#### Системы автоматического регулирования
- Системы автоматической стабилизации. Выходное значение поддерживается на постоянном уровне (заданное значение — константа). Отклонения возникают за счёт возмущений и при включении.
- Системы программного регулирования. Заданное значение изменяется по заранее заданному программному закону . Наряду с ошибками, встречающимися в системах автоматического регулирования, здесь также имеют место ошибки от инерционности регулятора. Программное регулирование — достаточно сложный процесс, требует знания технологии и динамических свойств управляемого объекта[1], работающим под непосредственным контролем человека.
- Следящие системы. Входное воздействие неизвестно. Оно определяется только в процессе функционирования системы. Ошибки очень сильно зависят от вида функции f(t).

#### Системы экстремального регулирования
Способны поддерживать экстремальное значение некоторого критерия (например, минимальное или максимальное), характеризующего качество функционирования данного объекта. Критерием качества, который обычно называют целевой функцией, показателем экстремума или экстремальной характеристикой, может быть либо непосредственно измеряемая физическая величина (например, температура, ток, напряжение, влажность, давление), либо КПД, производительность и др.
Выделяют:
- Системы с экстремальным регулятором релейного действия. Универсальный экстремальный регулятор должен быть хорошо масштабируемым устройством, способным исполнять большое количество вычислений в соответствии с различными методами.
  - Сигнум-регулятор используется как аналоговый анализатор качества, однозначно характеризующий лишь один подстраиваемый параметр систем. Он состоит из двух последовательно включённых устройств: Сигнум-реле (D-триггер) и исполнительный двигатель (интегратор).
  - Экстремальные системы с безынерционным объектом
  - Экстремальные системы с инерционным объектом
  - Экстремальные системы с плавающей характеристикой. Используется в случае, когда экстремум меняется непредсказуемым или сложно идентифицируемым образом.
- Системы с синхронным детектором (экстремальные системы непрерывного действия). В прямом канале имеется дифференцирующее звено, не пропускающее постоянную составляющую. Удалить или зашунтировать по каким-либо причинам это звено невозможно или неприменимо. Для обеспечения работоспособности системы используется модуляция задающего воздействия и кодирование сигнала в прямом канале, а после дифференцирующего звена устанавливают синхронный детектор фазы.

#### Адаптивные системы автоматического управления
Служат для обеспечения желаемого качества процесса при широком диапазоне изменения характеристик объектов управления и возмущений.
Следует различать два метода организации адаптации: поисковую адаптацию и адаптацию с индикацией объекта, то есть с экспериментальной оценкой его математической модели.

### По виду информации в управляющем устройстве

#### Замкнутые САУ
В замкнутых системах автоматического регулирования управляющее воздействие формируется в непосредственной зависимости от управляемой величины. Связь выхода системы с его входом называется обратной связью. Сигнал обратной связи вычитается из задающего воздействия. Такая обратная связь называется отрицательной. Может ли быть наоборот? Оказывается, да. В этом случае обратная связь называется положительной, она увеличивает рассогласование, то есть, стремится «раскачать» систему. На практике положительная обратная связь применяется, например, в генераторах для поддержания незатухающих электрических колебаний

#### Разомкнутые САУ
Сущность принципа разомкнутого управления заключается в жёстко заданной программе управления. То есть управление осуществляется «вслепую», без контроля результата, основываясь лишь на заложенной в САУ модели управляемого объекта.
Примеры таких систем: таймер, блок управления светофора, автоматическая система полива газона, автоматическая стиральная машина и т. п.
В свою очередь, различают:
- Разомкнутые по задающему воздействию
- Разомкнутые по возмущающему воздействию

### Характеристика САУ
В зависимости от описания переменных системы делятся на линейные и нелинейные. К линейным относятся системы, состоящие из элементов описания, которые задаются линейными алгебраическими или дифференциальными уравнениями.
Если все параметры уравнения движения системы не меняются во времени, то такая система называется стационарной. Если хотя бы один параметр уравнения движения системы меняется во времени, то система называется нестационарной или с переменными параметрами.
Системы, в которых определены внешние (задающие) воздействия и описываются непрерывными или дискретными функциями во времени, относятся к классу детерминированных систем.
Системы, в которых имеет место случайные сигнальные или параметрические воздействия и описываются стохастическими дифференциальными или разностными уравнениями, относятся к классу стохастических систем.
Если в системе есть хотя бы один элемент, описание которого задаётся уравнением частных производных, то система относится к классу систем с распределенными переменными.
Системы, в которых непрерывная динамика, порождаемая в каждый момент времени, перемежается с дискретными командами, посылаемыми извне, называются гибридными системами.

### Примеры систем автоматического управления
В зависимости от природы управляемых объектов можно выделить биологические, экологические, экономические и технические системы управления. В качестве примеров технического управления можно привести:
- Системы дискретного действия или автоматы (торговые, игровые, музыкальные).
- Системы стабилизации напряжения, температуры, уровня жидкости, оборотов, уровня звука, изображения или магнитной записи и др. Это могут быть управляемые комплексы летательных аппаратов, включающие в свой состав системы автоматического управления двигателя, рулевыми механизмами, автопилоты и навигационные системы.

## Понятие настройки системы регулирования
Под настройкой системы регулирования понимается перечень расчётных и экспериментальных работ, направленных на поиск настроечных параметров регулятора, обеспечивающих заданное качество регулирования, организацию и проведение натурных испытаний на действующем производстве или расчётных экспериментов для подтверждения оптимальности выбранных параметров. Доказательством оптимальности должны служить результаты работы регулятора для нескольких значений настроечных параметров, среди которых существуют оптимальные. Параметрами настройки являются их численные значения для конкретного регулятора, ограничения на диапазоны их вариации при поиске, а также критерии качества.
Понятие настройки системы регулирования является достаточно широким — все зависит от поставленной цели и условий настройки. При настройке любых систем регулирования особенно в теплоэнергетике следует учитывать внутреннюю противоречивость выполняемой работы.
Успех настройки регулятора зависит от полноты информации об объекте регулирования. В то же время наиболее полная и достоверная информация может быть получена во время работы системы. Поэтому практическую настройку всегда приходится начинать при дефиците информации и надо быть готовым ко всякого рода неожиданностям.
Однако в любом случае обеспечение устойчивости является обязательным необходимым требованием.
К результатам настройки могут быть предъявлены следующие требования, которые можно отнести к категории достаточных:
1. обеспечение работоспособности системы регулирования (возможность включения регулятора);
2. обеспечение работы регулятора при заданном запасе устойчивости (гарантия устойчивой работы);
3. обеспечение оптимальных параметров, гарантирующих минимум выбранного критерия качества.

Приведённый перечень достаточных требований является списком этапов выполнения наладочных работ, которые надо выполнить для достижения максимального качества работы системы регулирования. Этапы могут быть выполнены сразу при пуске производства или разнесены во времени.

## Требования, предъявляемые к системам автоматического управления
Основное назначение системы автоматического управления состоит в обеспечении заданного соответствия между входной и выходной координатами. В случае следящей системы входная координата должна быть равна выходной в любой момент времени. Поскольку автоматическая система работает на основе сравнения входной и выходной координат, такое равенство принципиально неосуществимо и можно лишь говорить о достаточно малой разности между входной и выходной координатами.